# Otter Creek Park

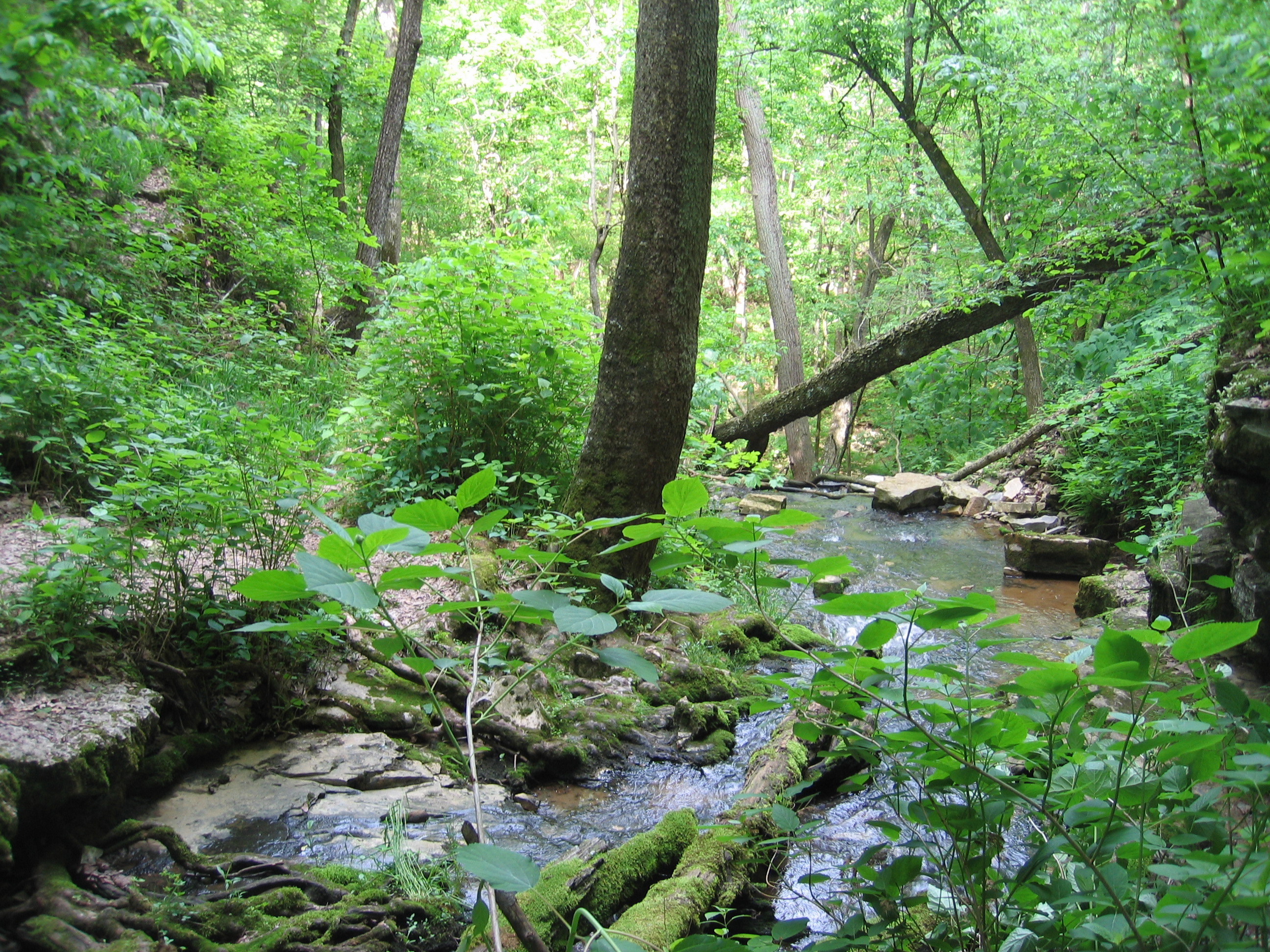
Waldfluss im Otter Creek Park

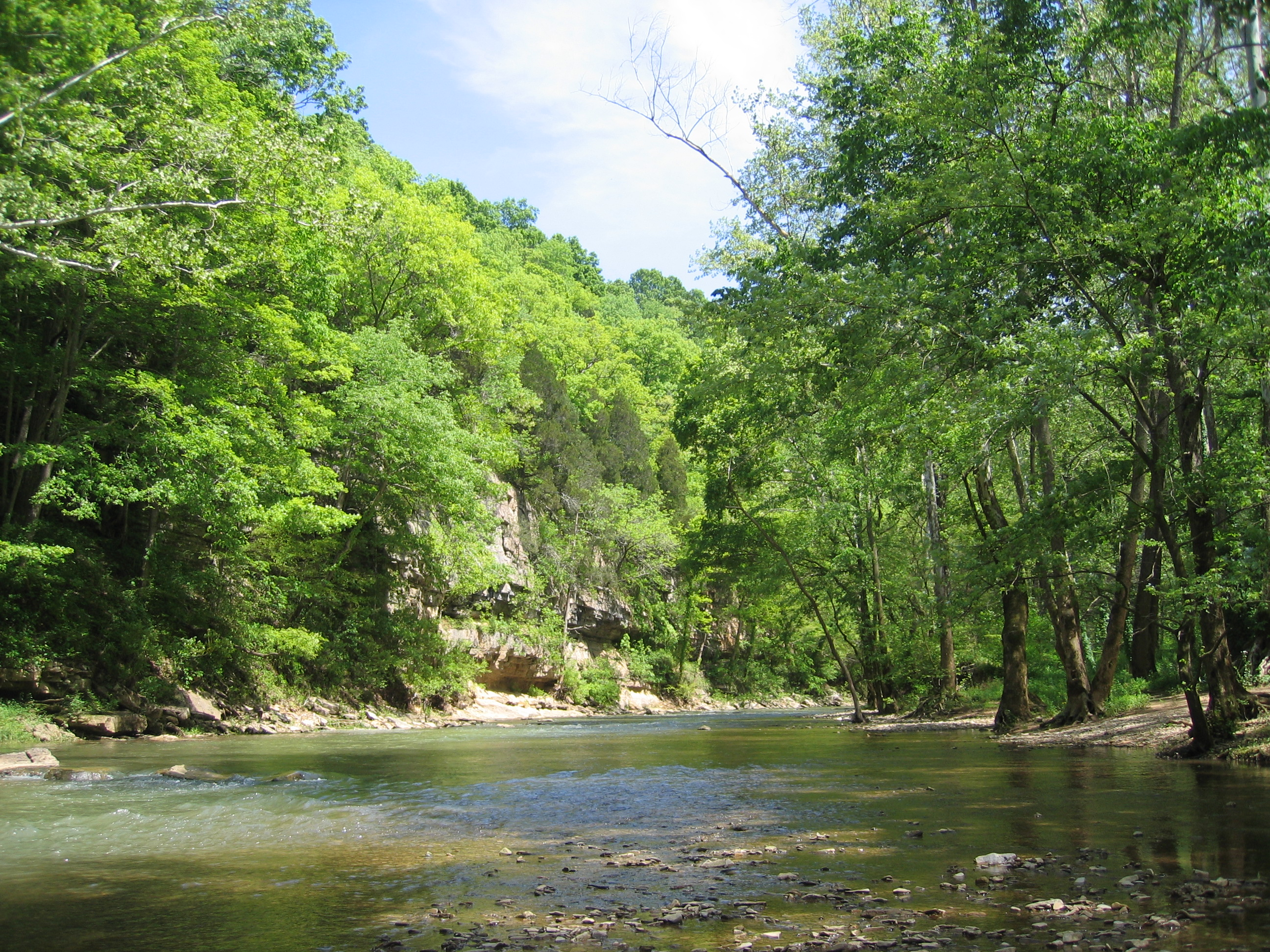
Der Otter Creek

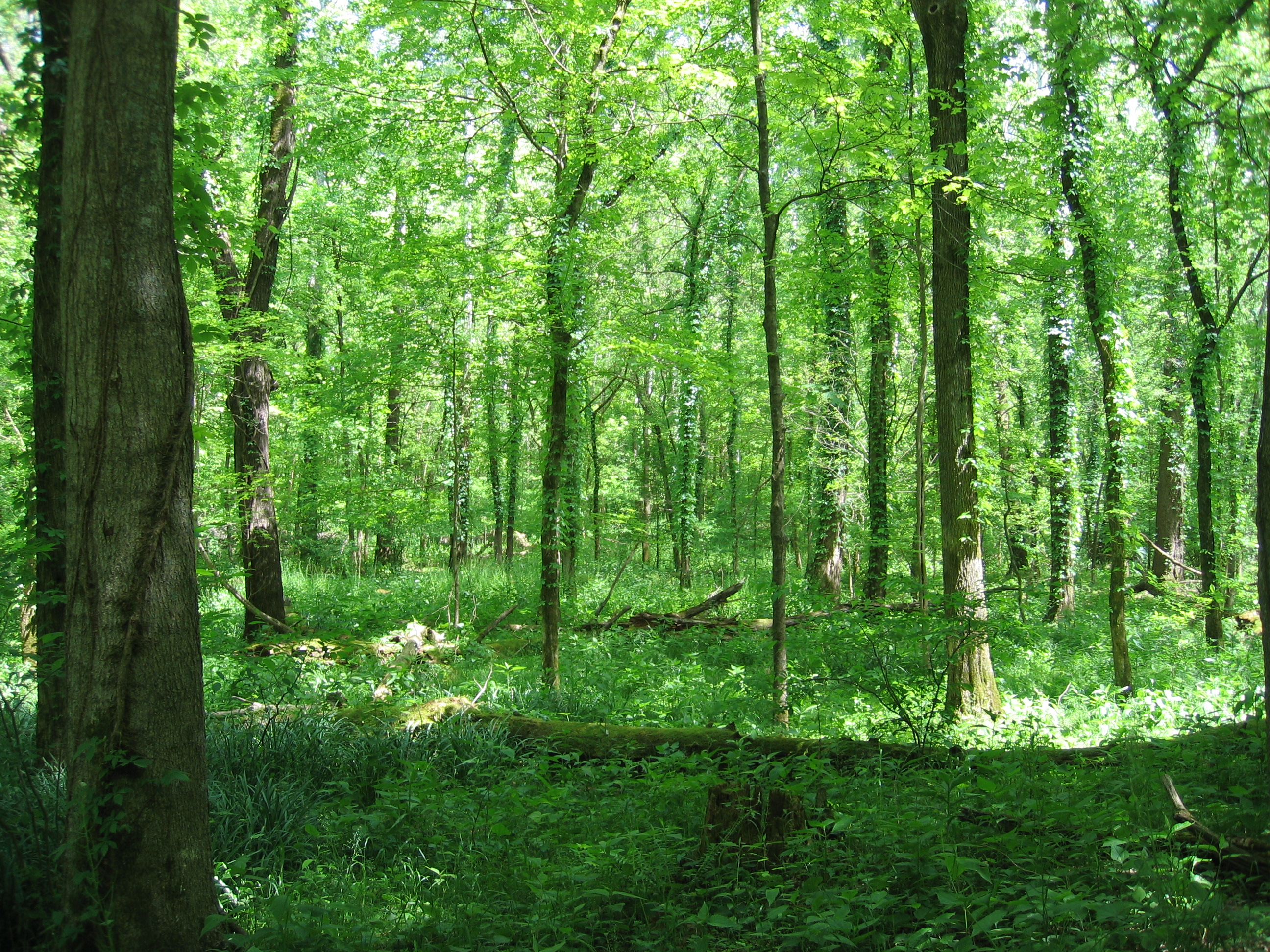
Blick in den frühlingsfrischen Wald

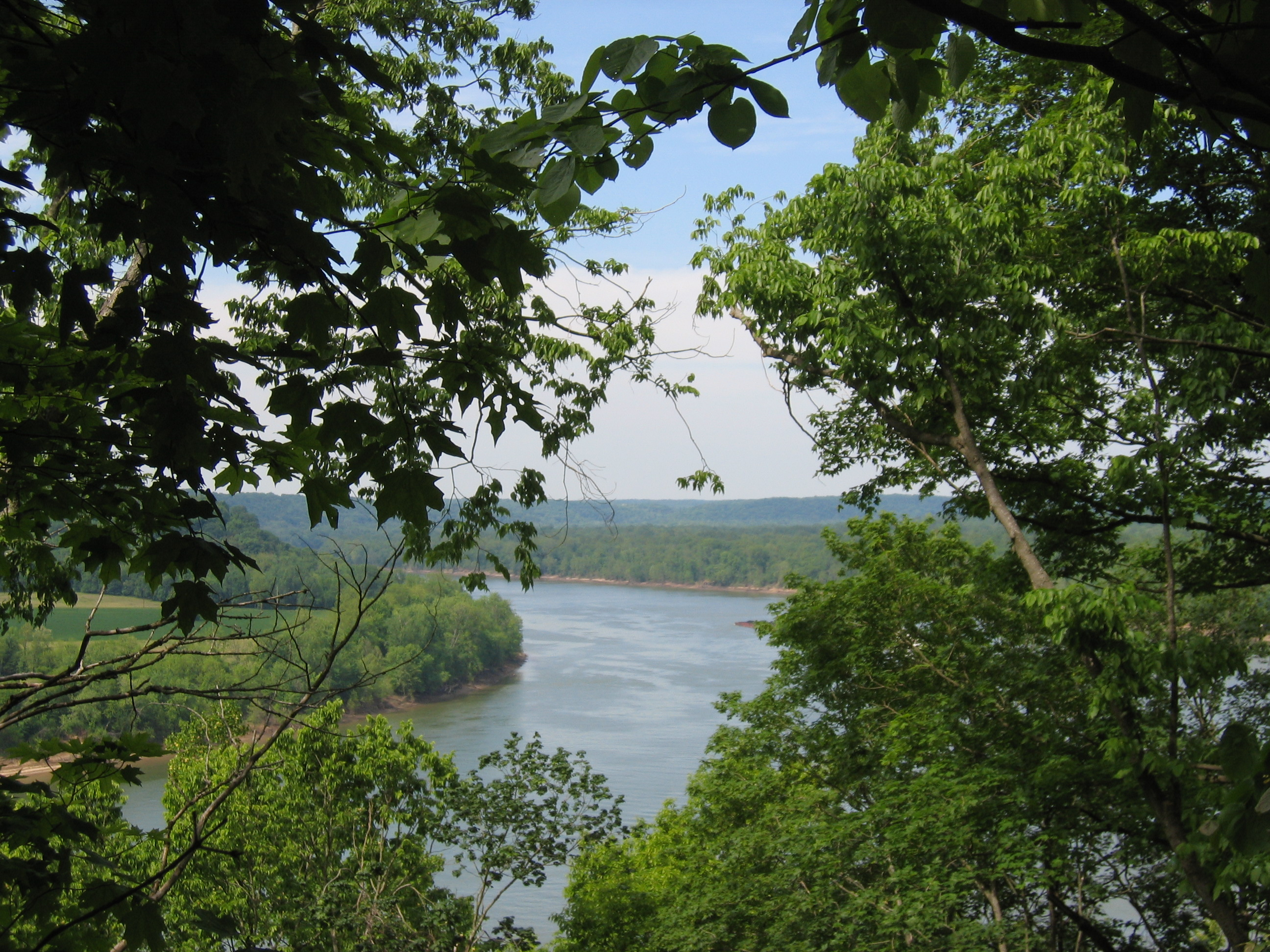
Blick auf den Ohio

Der Otter Creek Park ist ein 11 km² großer Park in Kentucky an der Mündung des Otter Creek-Flusses in den Ohio, der Kentucky von Indiana trennt. Der Park liegt in der Nähe von Fort Knox. Obwohl der Park außerhalb des Gebietes von Louisville liegt, wird er von der Stadt betrieben. Die Stadt hatte das Land 1947 durch die US-Regierung als Anerkennung für Leistungen im Zweiten Weltkrieg erhalten.
Der Namensgeber des Parks, der Otter Creek, verläuft an seiner Ostseite. Der Park verfügt über urtümliche Waldansichten. Im Norden ist eine malerische Kurve des Ohio River zu sehen, aufgrund der dichten Bewaldung allerdings besser im Winter. Auch für Mountainbiker und Reiter ist das Gebiet ein beliebtes Ziel.
Eine der Attraktionen ist Morgan’s Cave, eine kilometerlange Höhle mit einem kleinen Bach, der im Park hervorkommt. Die Höhle ist begehbar, aber zum Schutz der Fledermäuse ganzjährig abgesperrt und nur ein- bis zweimal im Jahr mit einer geführten Tour zugänglich. Während des Sezessionskriegs soll sich hier ein Captain Morgan mit seinem gesamten Regiment versteckt haben.

## Attraktionen
- Wander-, Reit- und Mountainbike-Wege
- Angelmöglichkeiten im Otter Creek oder dem Ohio River
- Kletterturm
- Morgan’s Cave
- Hütten und Zeltplätze
- Naturzentrum/Museum
- Das Otter Creek-Observatorium in Partnerschaft mit dem Jefferson Community College der Stadt Louisville
- Konferenzzentrum
- Golfanlage
- Außenschwimmbad